# Cyclogramma (djur)
Cyclogramma är ett släkte av fjärilar. Cyclogramma ingår i familjen praktfjärilar.
Kladogram enligt Catalogue of Life:
| Cyclogramma | \| \| Cyclogramma bacchis \| \| \| \| \| \| Cyclogramma bimaculata \| \| \| \| \| \| Cyclogramma pandama \| \| \| \| \| \| Cyclogramma tertia \| \| \| \| |
|             | \| \| Cyclogramma bacchis \| \| \| \| \| \| Cyclogramma bimaculata \| \| \| \| \| \| Cyclogramma pandama \| \| \| \| \| \| Cyclogramma tertia \| \| \| \| |
|             | Cyclogramma bacchis |
|             | |
|             | Cyclogramma bimaculata |
|             | |
|             | Cyclogramma pandama |
|             | |
|             | Cyclogramma tertia |
|             | |